# 日本擬金眼鯛
日本擬金眼鯛（学名：Pempheris japonica），又名日本單鰭魚、三角仔、刀片、水果刀、解餌刀，为輻鰭魚綱鱸形目鱸亞目擬金眼鯛科擬金眼鯛屬下的一个种。分布於西太平洋日本南部至菲律賓海域，本魚體側扁呈卵形，尾柄細長，眼大，吻圓鈍，無脂性眼瞼，下頜稍突出，腹鰭較小，位於近胸處，色為暗紅褐色，魚鰭為褐色或淡褐色，背鰭、臀鰭及尾鰭末端黑色，側線明顯，側線鱗數72-77枚，體長可達18公分，棲息在沿海的礁石區，為夜行性魚類，生活習性不明，可作為觀賞魚或食用魚。